# 陽侯真身
陽侯 真身（やこ の まみ/むざね）は、奈良時代の貴族。官位は従五位下・但馬守。

## 経歴
元正朝の養老6年（722年）矢集虫麻呂・大和長岡らと共に養老律令撰修の功労により功田を与えられれ、真身の功田は4町であった。聖武朝の天平2年（730年）通訳養成のために粟田馬養ら4人と共にそれぞれ弟子を2人取り漢語を教授した。『楊氏漢語抄』は真身の著作という説もある。
天平7年（735年）外従五位下に叙せられたのち、天平10年（738年）4月に豊後守、天平13年（741年）8月に但馬守と聖武朝後半は地方官を歴任し、同年4月には、巨勢奈弖麻呂・藤原仲麻呂らとともに、河内国と摂津国が河の塘(茨田堤)の境を争っている場所を巡検している。天平20年（748年）外従五位上次いで従五位下に昇叙された。孝謙朝初頭にも但馬守を務めている。
東大寺大仏建立に際して、銭1000貫、牛1頭を献上している。

## 官歴
注記のないものは『続日本紀』による。
- 時期不詳：従六位下
- 養老6年（722年） 2月27日：功田4町
- 時期不詳：正六位上
- 天平7年（735年） 4月23日：外従五位下
- 天平10年（738年） 4月22日：豊後守
- 天平13年（741年） 8月9日：但馬守
- 天平20年（748年） 2月19日：外従五位上。2月25日：従五位下（内位）
- 天平勝宝2年（750年） 日付不詳：見但馬守、見勲十二等[4]

## 系譜
- 父：不詳
- 母：不詳
- 生母不明の子女
  - 男子：陽侯令珍[5]
  - 男子：陽侯令珪[5]
  - 男子：陽侯令璆[5]
  - 男子：陽侯人麻呂[5]